# Caecincola latostoma
Caecincola latostoma är en plattmaskart. Caecincola latostoma ingår i släktet Caecincola och familjen Cryptogonimidae. Inga underarter finns listade i Catalogue of Life.